# Tillandsia aeranthos
Tillandsia aeranthos là một loài thực vật có hoa trong họ Bromeliaceae. Loài này được (Loisel.) L.B.Sm. miêu tả khoa học đầu tiên năm 1943. Đây là loài bản địa miền nam Brazil,Paraguay, Uruguay và Argentina.

## Hình ảnh

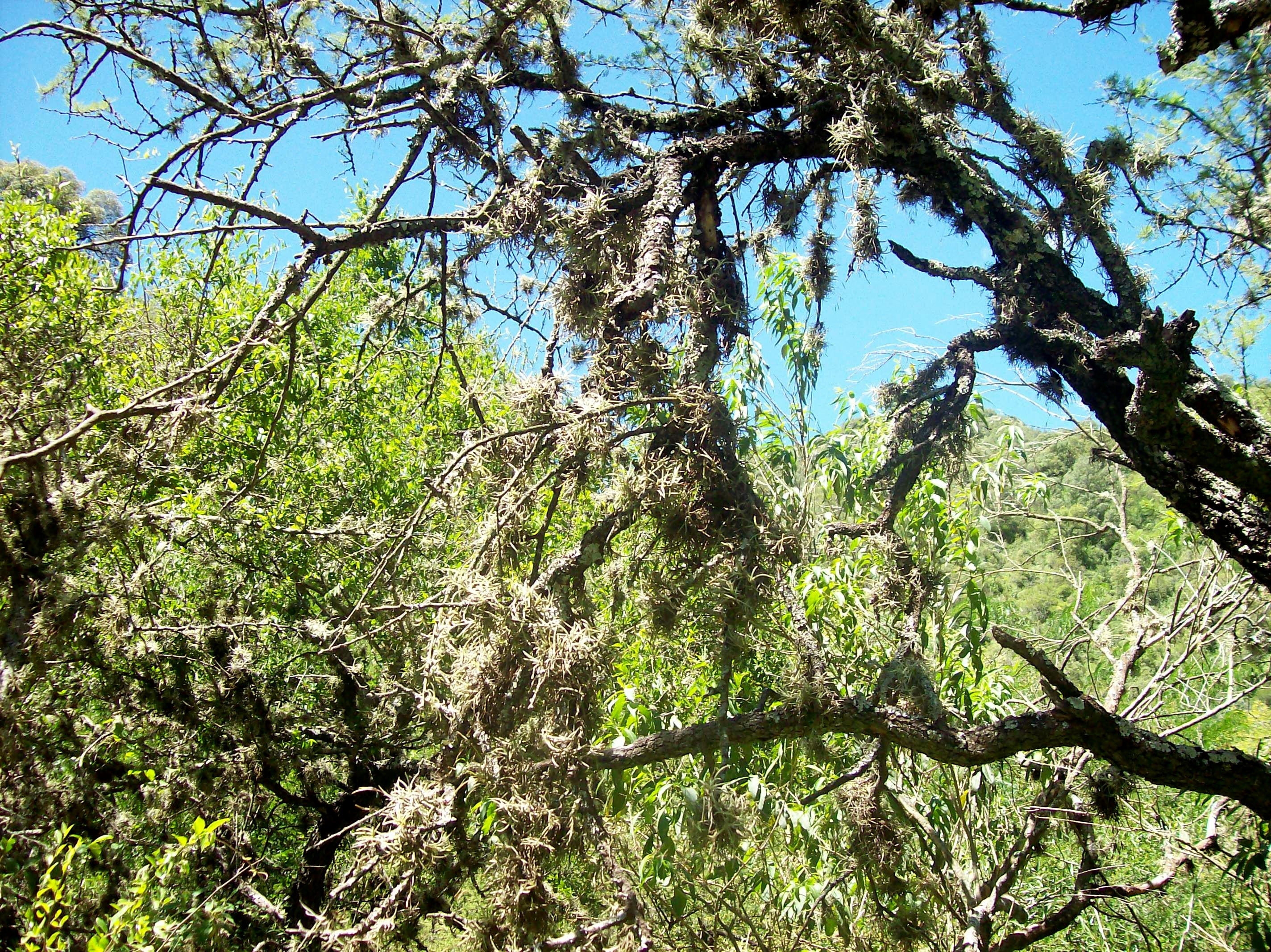
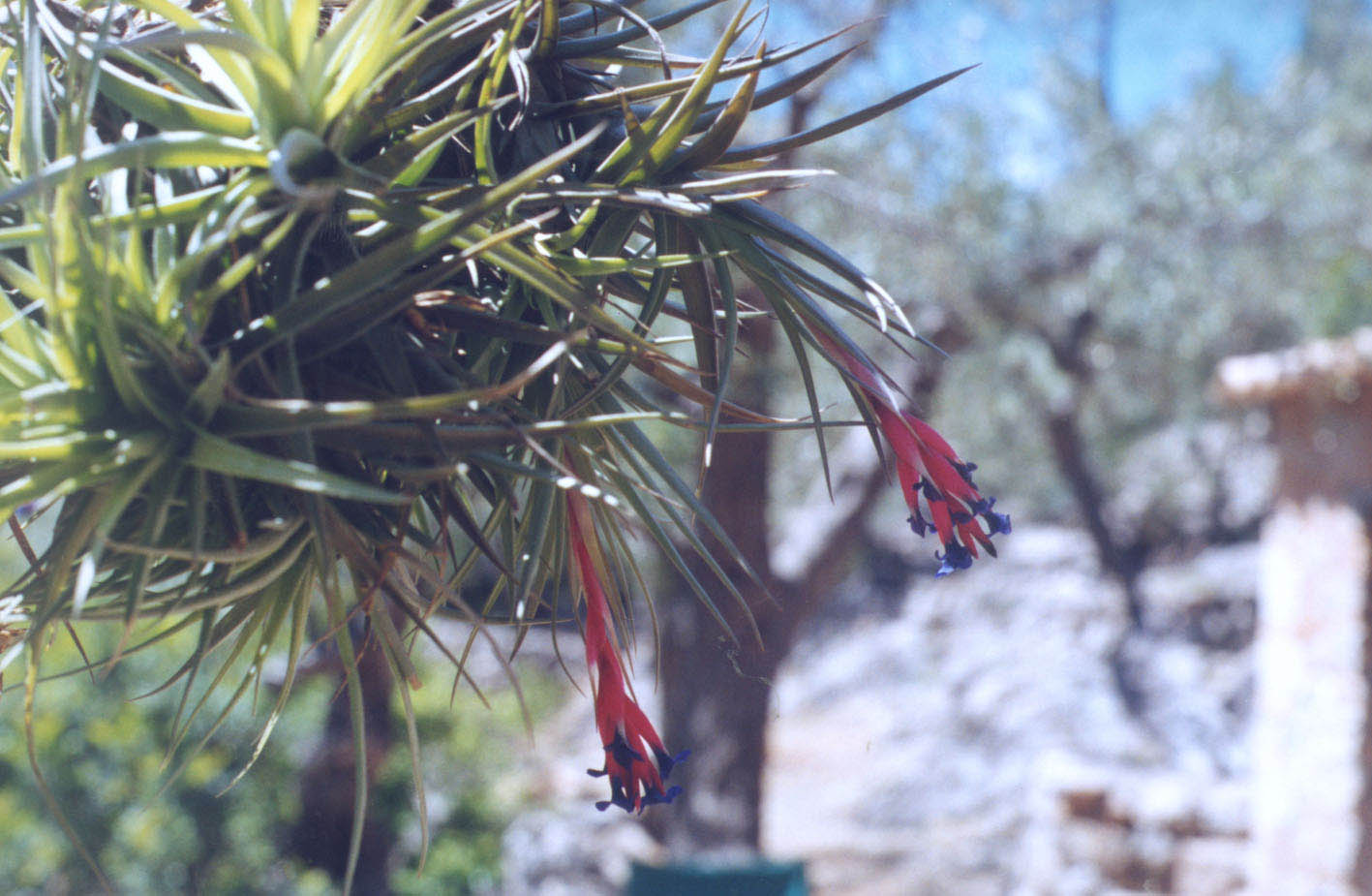
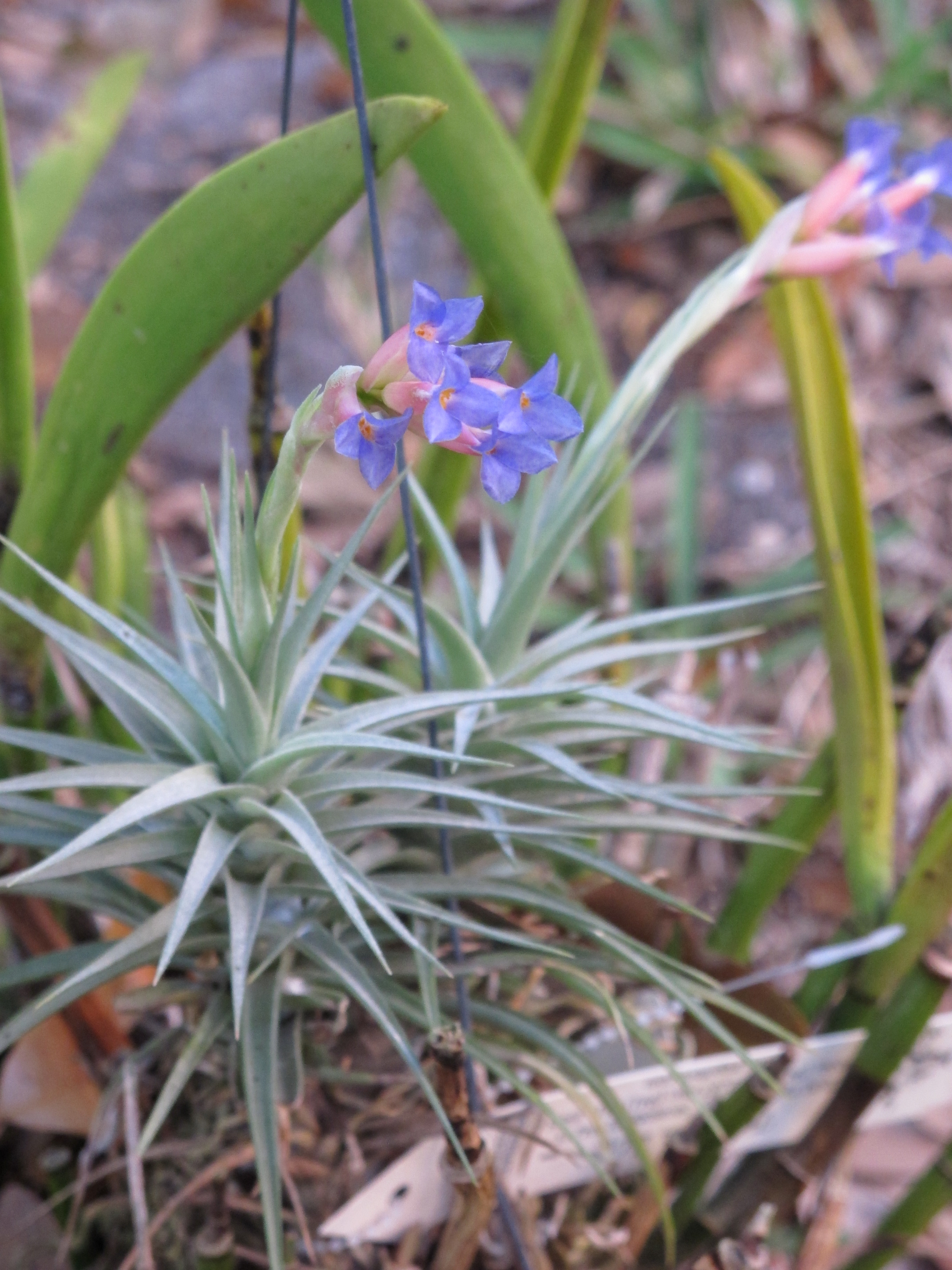